# Carl Polnick
Carl Polnick (* 26. April 1858 in Heinsberg; † 24. Mai 1919 in Barmen) war ein deutscher Kaufmann und der Gründer der evangelischen Allianz-Mission.

## Leben
Polnicks Vater war Grenzbeamter an der holländischen Grenze. Die Familie zog im Jahr 1872 nach Düsseldorf. Aus finanziellen Gründen konnte er das Gymnasium nicht besuchen und begann nach der mittleren Reife eine Ausbildung zum Kaufmann. In seiner Freizeit lernte er Fremdsprachen, zudem interessierte er sich für Literatur- und Kunstgeschichte. Nach seiner Lehre arbeitete er als Geschäftsreisender. Ein Geschäftskunde hatte ihn angeregt, über Gott nachzudenken, was letztlich zu einem inneren Zusammenbruch führte. Polnick begleitete nun Peter Samanns auf dessen Vortragsreisen und beide vertraten in öffentlichen Veranstaltungen Lehren, die einen Zusammenhang zwischen Sünde und Krankheit konstruierten. Polnick war ein Verfechter der Heilungslehre. Bei den Veranstaltungen kam es verschiedentlich zu Exorzismen.
Im September 1885 zog Polnick mit seiner unterdessen verwitweten Mutter und seiner Schwester nach Wuppertal-Barmen, wo er 1888 die Arbeit des Blauen Kreuzes und 1890 den Allianz-Missions-Verein gründete. 1890 heiratete er Bertha Priebk. Gemeinsam mit dem amerikanischen Evangelisten Fredrik Franson rief er 1889 die Deutsche China-Allianz-Mission ins Leben. Die Mitglieder des Komitees stammten aus verschiedenen Kirchen und Freikirchen und unterstrichen so als deren Repräsentanten den überkonfessionellen Charakter der Mission, die sich entgegen den Grundsätzen der China-Inland-Mission (CIM) von Hudson Taylor nicht als reine „Glaubensmission“ verstand und offen um Spenden bat. Als assoziierte Mission der China-Inland-Mission entsandte die Mission noch im selben Jahr die ersten drei Missionare nach China.
Polnick nahm als Redner an Blankenburger Allianzkonferenzen teil und war 1910 offizieller Teilnehmer für die Deutsche China-Allianz-Mission an der Weltmissionskonferenz in Edinburgh, was die Bekanntheit seiner Mission erhöhte. So begannen auch Freie evangelische Gemeinden auf Polnick und die China-Allianz-Mission aufmerksam zu werden und deren Arbeit zu unterstützen. Schließlich sprach Polnick 1911 auf der FeG-Bundeskonferenz. Unter dem Einfluss und mit Hilfe von Eduard Zantop und Karl Engler näherte sich die China-Allianz-Mission theologisch und methodisch sukzessive dem Bund der Freien evangelischen Gemeinden an. Auf einer Auslandsreise verunglückte Polnick so schwer, dass ihm nach mehreren Operationen schließlich ein Arm amputiert werden musste.